# 1962年飓风黛西
飓风黛西（英語：Hurricane Daisy）是1955年飓风黛安过后在新英格兰引发洪灾最严重的飓风，也是1962年大西洋飓风季第四场获命名的风暴和第二场飓风，于9月29日经背风群岛以东较远处洋面的热带扰动发展而成。气旋起初属热带低气压，在向西北偏西移动期间未能显著增强。抵达背风群岛附近后，系统蜿蜒向西北移动并开始强化，于10月2日升级成热带风暴并获名“黛西”，在此期间又回转朝西北偏西前进并继续增强。10月3日晚，风暴成为飓风，并且风速还在两天后达到现代萨菲尔-辛普森飓风等级的二级飓风标准，再于10月6日减弱成一级飓风。
10月6日晚，黛西再度强化成二级飓风并达到风力时速175公里的最高强度。气旋的外围雨带在百慕大产生狂风巨浪，但没有造成破坏。10月7日，风暴强度再度回落至一级飓风标准。气旋在经过新英格兰近海期间与东北风暴结合，产生强风并引发洪灾。整场飓风共直接造成两人死亡，还引发洪灾及多起因道路湿滑导致的交通事故，间接夺走24条人命。新英格兰的损失总额估计超过110万美元。10月8日清晨，黛西从新斯科舍雅茅斯附近登陆，最终在数小时后转变成温带气旋。风暴令加拿大大西洋省份海域波涛汹涌，引发沿海洪灾，新斯科舍有六人遇难。

## 气象历史
9月28日，电视红外观测卫星在背风群岛东面发现热带扰动。经次日飞入系统的侦察机确认，气象机构认定系统在北纬14.5°、西经48.9°发展成热带低气压。气旋起初朝西北偏西移动，组织结构在接下来几天里都杂乱无章。热带低气压最初位于上层大气的小漩涡下方，所在位置由东西走向的强烈低压槽覆盖。逼近小安的列斯群岛期间，系统于9月30日在两片高气压区间蜿蜒向西北移动，所以没有登陆该群岛。10月2日，气旋已增强成热带风暴并获名“黛西”（Daisy）。低压槽于次日消散，黛西因此回转向西北偏西前进，于10月3日晚强化成一级飓风。经过进一步增强，风暴到10月5日已成为二级飓风。
10月5日，黛西在美国东岸近海的东北风暴影响下转向北上。风暴强度短暂回落至一级飓风标准，但仅六小时后又重新增强成二级飓风，气压降至965毫巴（百帕，28.5英寸汞柱）的最低值。10月6日晚，气旋达到风力时速175公里的最高强度。此外，黛西还在10月6日当天将减弱后的东北风暴吸收。接下来气旋开始加速移动，并因行经洋面水温降低而于10月7日再度弱化成一级飓风。风暴一度蜿蜒朝西北偏北前进，但很快又在缅因湾大幅转向东北偏东。10月8日清晨，黛西以持续风速每小时120公里强度从新斯科舍雅茅斯（Yarmouth）附近登陆，并在数小时后转变成温带气旋。风暴残留回到大西洋并向东北偏东前进，最终于10月9日在纽芬兰岛以南海域逐渐消散。

## 防灾措施
气象机构在系统成为热带气旋之际向背风群岛发布飓风观察预警和烈风警告。风暴在北上期间逐渐增强，对新英格兰构成威胁，罗德岛州布洛克岛（Block Island）至缅因州东港间沿海地区收到烈风警告，缅因州东海岸还接获飓风观察预警。

## 影响

### 美国

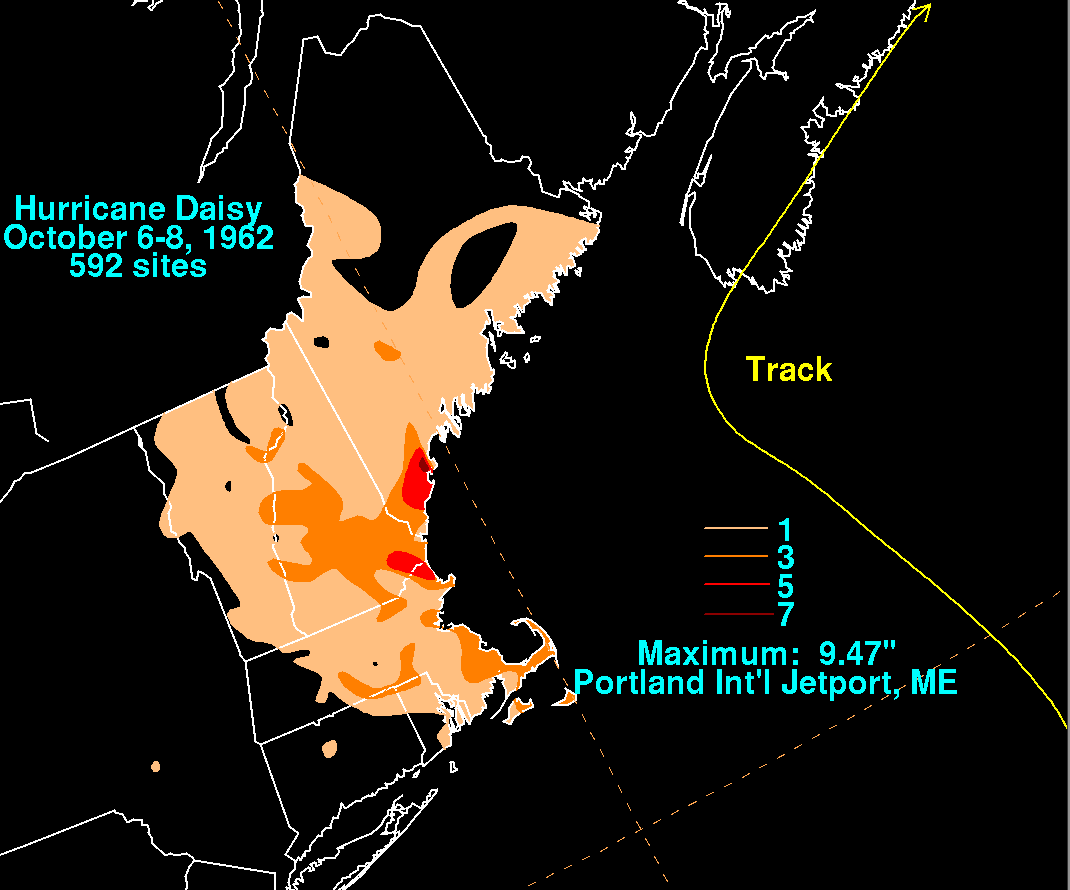
黛西在美国的降水分布

飓风黛西及之前一天来袭的东北风暴对美国造成的破坏总额很可能有上千万美元。黛西直接造成两人死亡，还引发洪灾及多起因道路湿滑导致的交通事故，间接夺走24条人命。气旋在马萨诸塞州部分地点的降雨量创下新纪录，其中米德尔塞克斯县的韦克菲尔德（Wakefield）达362毫米。波士顿部分地区的水深超过30厘米。马萨诸塞湾交通局管辖的地铁被淹，直到停雨至少一天后才恢复运作。
波特兰在24小时内降下196毫米雨量，其中六小时就达到80毫米，刷新该市的24小时降雨量纪录，直到1991年才被飓风鲍勃打破。此外，波特兰国际喷气机机场还测得241毫米雨量。奥本和刘易斯顿的降雨量为116毫米。安德罗斯科金河（Androscoggin River）泛滥成灾，将奥本一条公路淹没。缅因州有两人死亡。新英格兰许多民宅、学校及其他建筑被淹，被迫转移的居民成千上万，洪灾严重程度创下1955年飓风黛安后新高，掉落的树叶致使排水管道堵塞，令灾情雪上加霜。
船只受到风暴重创，数以百计的小船被毁，许多尺寸较大的船受损。龙虾业同样遭遇重创。大浪导致船只受损，其中两起事故致使三人受伤，所幸均获救援。缅因州芒特迪瑟特岛上有多幢小型建筑被大浪冲走。新英格兰其他沿海地区的风暴潮高0.61米，有一人被卷走后溺毙，部分沿海地区发生轻度潮汐洪灾。还有一处码头被高涨的潮水冲走。大浪和潮水共计造成价值60万美元的破坏。洪灾将部分道路完全淹没，灾情最严重的地区持续用泵排水四天之久。马萨诸塞州各地有许多房屋的屋顶被风刮落。
新英格兰也出现狂风，并以缅因州沿海地区风速最高，大多达到每小时115公里。大风对大面积地区构成严重破坏，缅因州有一辆汽车被倒塌的树木砸中，导致一人伤重不治。该州东南部部分树木倒塌，树枝断裂，引起停电。缅因州和马萨诸塞州部分屋顶的瓦片和木板被风刮落，还有部分房屋完全失去屋顶。黛西在新英格兰东部引发中到重度破坏，损失总额估计达到50万美元。

### 其他地区
黛西北上期间从距百慕大不足320公里洋面经过，导致岛上潮水高涨，风速达每小时105公里。时速高达137公里的强烈阵风对新斯科舍的电话服务构成不利影响。谢尔本（Shelburne）的浪头比正常水平高近4.6米，将三艘渔船摧毁，损失数额约为1.6万加拿大元（1962年加拿大元，相当于同年的14866美元）。桑迪角（Sandy Point）的政府大楼和码头毁于一旦。佩姬湾有六人被卷入大海后溺亡。新斯科舍洛克波特（Lockeport）的一条公路受到海浪侵蚀。纽芬兰岛海况恶劣，导致锡福斯（Seaforth）部分渔船撞毁。爱德华王子岛也有狂风肆虐。